# Kari Hakapää
Kari Mauri Antero Hakapää, född 17 augusti 1945 i Helsingfors, död där 10 mars 2025, var en finländsk jurist och professor.
Hakapää blev juris doktor 1982. Han arbetade först vid en advokatbyrå i Helsingfors och som forskare vid Finlands Akademi, var 1981–1986 engagerad inom utrikesförvaltningen och blev 1986 biträdande professor samt 1991 professor i internationell rätt vid Lapplands universitet.
Som forskare har Hakapää ägnat sig främst åt sjörätten, bland annat i den uppmärksammade avhandlingen Marine pollution in international law (1981) och Uusi kansainvälinen merioikeus (1988).